# Villa fulvipleura
Villa fulvipleura är en tvåvingeart som beskrevs av Hesse 1956. Villa fulvipleura ingår i släktet Villa och familjen svävflugor. Inga underarter finns listade i Catalogue of Life.